# Лепостров
Лепостров (карел. Läppäsaari) — остров, расположенный на реке Кемь. Площадь — около 1 кв. км.
Название острова на карельском — «Ляппясаари», что буквально означает «ольховый остров». Поморы называли его «Лепостров»; позднее это слово перешло и в русский язык.
Лепостров является старой исторической частью города Кемь.
На его территории расположены деревянная Троицкая часовня XVIII века с сохранившимся интерьером, улицы с жилыми домами и сеновалами, являющимися примером поморской городской архитектуры второй половины XIX в. Также здесь находится Успенский собор, — памятник русской архитектуры, построенный в 1714 году.